# フランクリン・D・ルーズベルト (空母)
| USS Franklin D Roosevelt |                                                   |
| 艦歴                     |                                                   |
| 発注                     |                                                   |
| 起工                     | 1943年12月1日                                     |
| 進水                     | 1945年4月29日                                     |
| 就役                     | 1945年10月27日                                    |
| 退役                     | 1977年9月30日                                     |
| 除籍                     | 1977年10月1日                                     |
| その後                   | スクラップとして売却                              |
| 性能諸元                 |                                                   |
| 排水量                   | 45,000 トン                                       |
| 全長                     | 295 m (968 feet)                                  |
| 全幅                     | 34 m (113 feet)                                   |
| 吃水                     | 10.7 m (35 feet)                                  |
| 機関                     | ウェスティングハウス式蒸気タービン 4軸, 212,000hp |
| 最大速                   | 33 ノット (60 km/h)                               |
| 航続距離                 | 11.520 カイリ（15ノット時）                       |
| 乗員                     | 士官、兵員4,104名                                 |
| 兵装                     | 5インチ砲18門, 40mm砲40門                         |
| 搭載機                   | 137機                                             |

フランクリン・D・ルーズベルト (USS Franklin D. Roosevelt, CVB/CVA/CV-42) は、アメリカ海軍の航空母艦である。この空母はミッドウェイ級航空母艦の2番艦であり、元来は1945年4月29日にコーラル・シーとしてニューヨーク海軍造船所で建造され、ジョン・H・タワーズ夫人（太平洋艦隊最高司令官の妻）によって進水した。しかし1945年5月8日、前大統領フランクリン・D・ルーズベルトに敬意を表してフランクリン・D・ルーズベルトと改名された。この艦は乗組員からSwanky Franky, Rosey の愛称で呼ばれたが、後者はより一般的に呼ばれた名称であった。
空母フランクリン・D・ルーズベルトは1945年10月27日、アポロ・ソウセック大佐の指揮下に就役した。

## 就役
建造後、「フランクリン・D・ルーズベルト」（以後、F・D・ルーズベルト）は調整航海に出航した。この航海中、1946年2月1日から2月11日まで本艦はリオデジャネイロを訪問した。これはブラジルのエウリコ・ガスパル・ドゥトラ（Eurico Gaspar Dutra）大統領の就任式にアメリカ代表団を送り届けるためであった。
カリブ海での演習及び訓練航海の後、8月8日から10月4日まで地中海に配備され、ギリシャ内戦におけるギリシャ政府を支援するアメリカ海軍の一部として活動した。「F・D・ルーズベルト」は地中海の多くの港に帰港し、何千名もの訪問者を受け入れ、多くのヨーロッパの人々にアメリカの海軍力を誇示した。
本国において艦を公開した最初の機会は10月後半の海軍記念日、ニューヨークにおいてであった。

## 活動初期
「F・D・ルーズベルト」は1947年7月まで東海岸で活動を行い、その後大規模なオーバーホールのためノーフォーク海軍造船所のドックに入った。改修作業が行われた後、1948年9月13日に第6艦隊に配属されノーフォークを出港した。
1950年、「F・D・ルーズベルト」は核兵器を運用する最初のアメリカ海軍艦艇となった。続く4年間、この艦はバージニア岬から東海岸に沿って、またカリブ海で集中的な作戦活動に参加した。さらに4度の地中海への巡航を行なった。
1952年10月1日に本艦は CVA-42 と再分類された。1954年1月7日に、広範囲な改造を行うためピュージェット・サウンド海軍造船所へ向けて出航した。「F・D・ルーズベルト」の艦体が巨大でパナマ運河を通航できなかったため、ホーン岬を回って3月5日に造船所に到着した。こののち、1954年4月23日にいったん退役となった。
「F・D・ルーズベルト」は SCB-110 改修計画を実施された最初のミッドウェイ級航空母艦であった。従来備えられていた開放艦首はエンクローズ化した「ハリケーン・バウ」となり、3基のC-11蒸気カタパルトの装備、着艦装置の強化、管状マスト、新型レーダーおよびアングルド・デッキが装着された。後部エレベーターは右舷デッキの端に再配置された。前方エレベータは面積を拡大した。また、全てのエレベータの搭載能力が75,000ポンドを運搬できるよう強化された。航空燃料は350,000ガロンから450,000ガロン(1,320,000リットルから1,700,000リットル)に増加された。基準排水量は51,000トンまで増加したが、満載排水量は63,400トンとなった。重量増加のため、5インチ対空砲は10基を残して撤去された。そのほか、装甲ベルトが撤去された。船体バラストも増加した重量に対処するために装着された。「F・D・ルーズベルト」は1956年4月6日に再就役した。
再就役後に調整航海が行われた。こののち、「F・D・ルーズベルト」は新母港のフロリダ州メイポート（Mayport, Florida）へ向けて出航した。1957年2月、本艦はメイン湾において、寒冷気候下におけるカタパルト、航空機運用およびレギュラス誘導ミサイルのテストを行なった。7月、第6艦隊における最初の、そしてうち続いた三つの任務に向けて出航した。地中海で「F・D・ルーズベルト」は艦隊の演習スケジュールに加え、NATOの演習も行い、また訪問者の受け入れも行った。
この当時キューバ革命がその運動の頂点に達しており、「F・D・ルーズベルト」は作戦についた。これは高速輸送艦クレインスミス（USS Kleinsmith, APD-134）が56名のアメリカ市民と3名の外国籍者をキューバから救援する任務に就いており、これを支援するものであった。
1960年の後期にルーズベルトは着艦誘導装置を装備した。1961年3月、100,000回目の着艦を記録した。
1966年8月から1967年1月まで単独の西太平洋巡航が行なわれた。この間にルーズベルトは東南アジアにおいて敵との戦闘を行った。この空母に搭載された航空団、CVW-1 は、主としてF-4ファントムIIおよびA-4 スカイホークから編成された。1966年11月4日に燃料コンパートメントで突然の火災が発生、7名の乗員が死亡した。

## 近代化改修

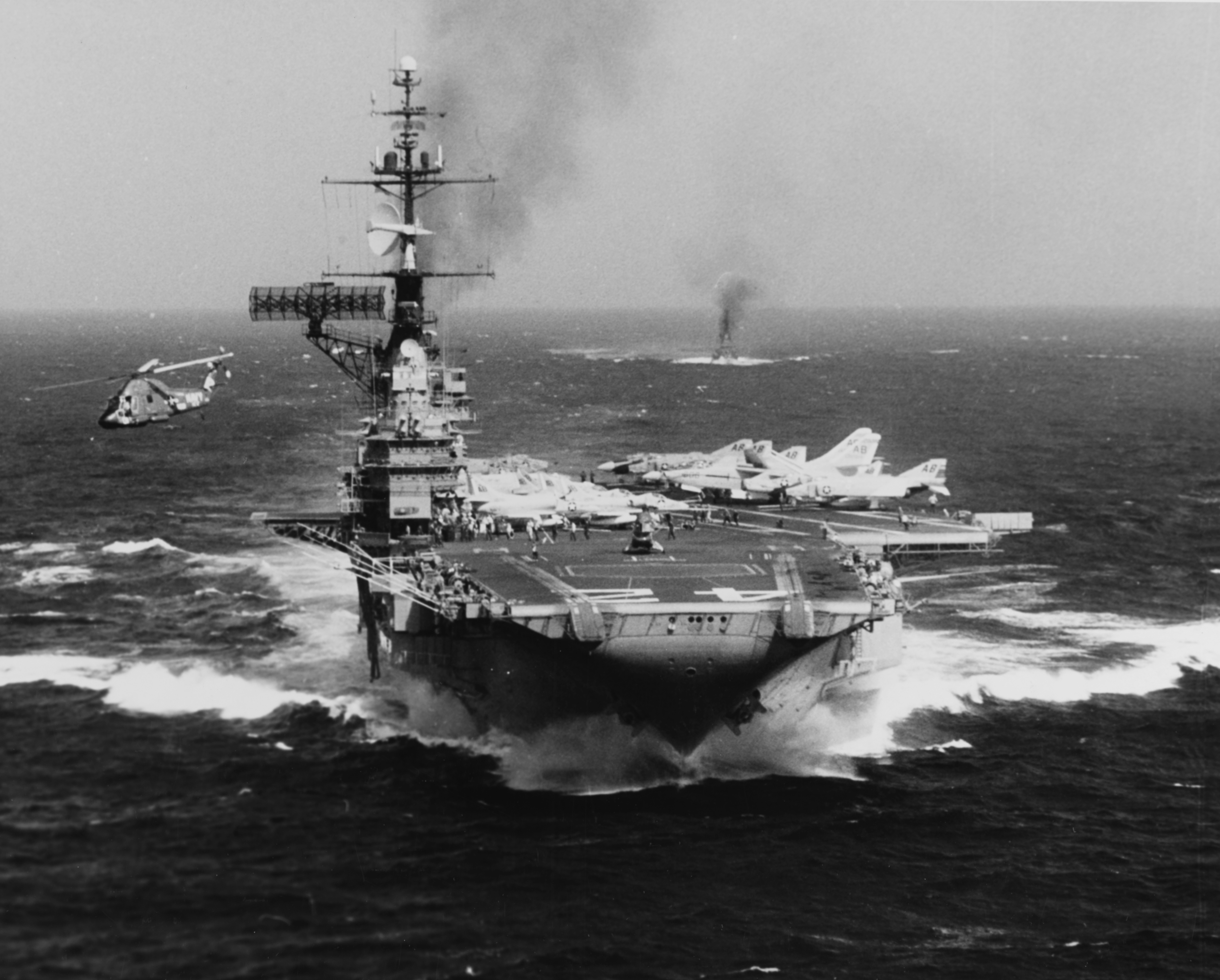
フランクリン・D・ルーズベルト (1966年)

姉妹艦の「ミッドウェイ」は1966年から1970年にかけて近代化改修(SCB 101.68)を受けており、本艦もこの改修を行う予定であった、しかしながらミッドウェイの改修が大きく予算超過したため（結局2億200万ドルが費やされた）、「F・D・ルーズベルト」への同様の改修は中止された。代わりに「F・D・ルーズベルト」では A-6 イントルーダーおよび A-7 コルセア IIを運用できるようにするため、4,600万ドルをかけて改修が行われた。
1968年7月、「F・D・ルーズベルト」は11か月近代化計画のためにノーフォーク海軍造船所に入った。前方の中央エレベータは艦橋前の飛行甲板端に再配置された。斜め飛行甲板のカタパルトは撤去され、乗組員のスペースは改装された。また、いくつかの旧式となった対空砲も撤去された。さらに、海水と互換性を持つ消火剤を使用する甲板端噴射消火システムが装着された。ルーズベルトは1969年5月26日に再就役し、1970年1月に第六艦隊に配備、地中海へ戻った。
1973年の第四次中東戦争では、空母「インディペンデンス」(USS Independence, CV-62)、強襲揚陸艦「ガダルカナル」(USS Guadalcanal, LPH-7)と共に撤退作業中の偶発事故に備えた。
1973年から1975年まで、飛行部隊VAW-121は、最後にE-1Bを装備した部隊として「F・D・ルーズベルト」にて運用された。ルーズベルトは1975年6月30日に多目的空母として CV-42 に再分類されたが、対潜哨戒機を運用することはなかった。1976年10月4日、本艦はアメリカ空母として初めてAV-8A ハリアーの運用部隊であるVMA-231を搭載した。
1977年1月12日、「F・D・ルーズベルト」はメッシーナ海峡を通過する間にリベリア船籍の貨物船オーケアノスと衝突した。双方とも自力で港へ戻った。

## 退役
1970年代末までに「F・D・ルーズベルト」の状態は悪化していた。「ミッドウェイ」や「コーラル・シー」が受けた改良は行われず、「F・D・ルーズベルト」は同級の中で最も近代化が遅れ能力が不足していた。さらに、「F・D・ルーズベルト」は他の2隻と異なり、ゼネラル・エレクトリック社製のタービンを使用していた。この機関は、他の2隻が装備していたウエスティングハウス社のタービンと比べると問題が頻発し、速力も不足していた。したがって海軍は、ニミッツ級航空母艦の2番艦「ドワイト・D・アイゼンハワー」が1977年に就役した時、「F・D・ルーズベルト」の退役を決定した。「F・D・ルーズベルト」は1977年4月に最終巡航を終え、1977年9月30日に退役、翌日除籍された。
「F・D・ルーズベルト」のコンディションの悪さ、そして5.33mという格納庫の全高不足が運用できる航空機を制限したこと、これらの理由は、本艦を予備役艦隊で保管することについて不利に作用した。海軍はまた、「F・D・ルーズベルト」が再就役を果たした場合、カーター政権がニミッツ級航空母艦の建造承認を取り消すことを恐れた。
1978年4月1日、本艦はDefense Reutilization and Marketing Service (DRMS)によって売却され、1978年にニュージャージー州カーニーでスクラップされた。